# Rien dans les poches
Rien dans les poches é um telefilme francês de 2008 dirigido por Marion Vernoux e estrelado por Emma de Caunes e Alain Chabat, que também o produziu.

## Sinopse
Rien dans les poches retrata com ternura e emoção a trajetória de uma estrela cadente do show business, dos anos 1980 ao início dos anos 2000.

## Elenco
- Emma de Caunes como Marie Manikowski
- Louise Szpindel como Esther
- Julien Honoré como Pierre Archambault
- Nico Bogue como Lolo
- Pio Marmaï como Marcel
- Stefano Cassetti como Maurizio
- Nicolas Duvauchelle como Étienne Faber
- Anaïs como Véro
- Lio como Nicole Manikowski
- Cécile Cassel como Anne
- Elie Semoun como Marco Abitbol
- Mathieu Ducrez como Jean-Luc
- Alain Chabat como Rita
- Caroline Loeb como Joss
- Émilie Dequenne como Judith Miro
- Romain Goupil como Daniel Manikowski
- Brigitte Sy como Agathe Manikowski
- Alexandre Fogelmann como David Manikowski
- Esther Garrel como Hélène Manikowski
- Samir Guesmi como Nader
- Nicolas Abraham como Richard
- Antoine Bibiloni como Louis